# Liste der Levi’s-Jeansmodelle

Das Modelabel von Levi’s

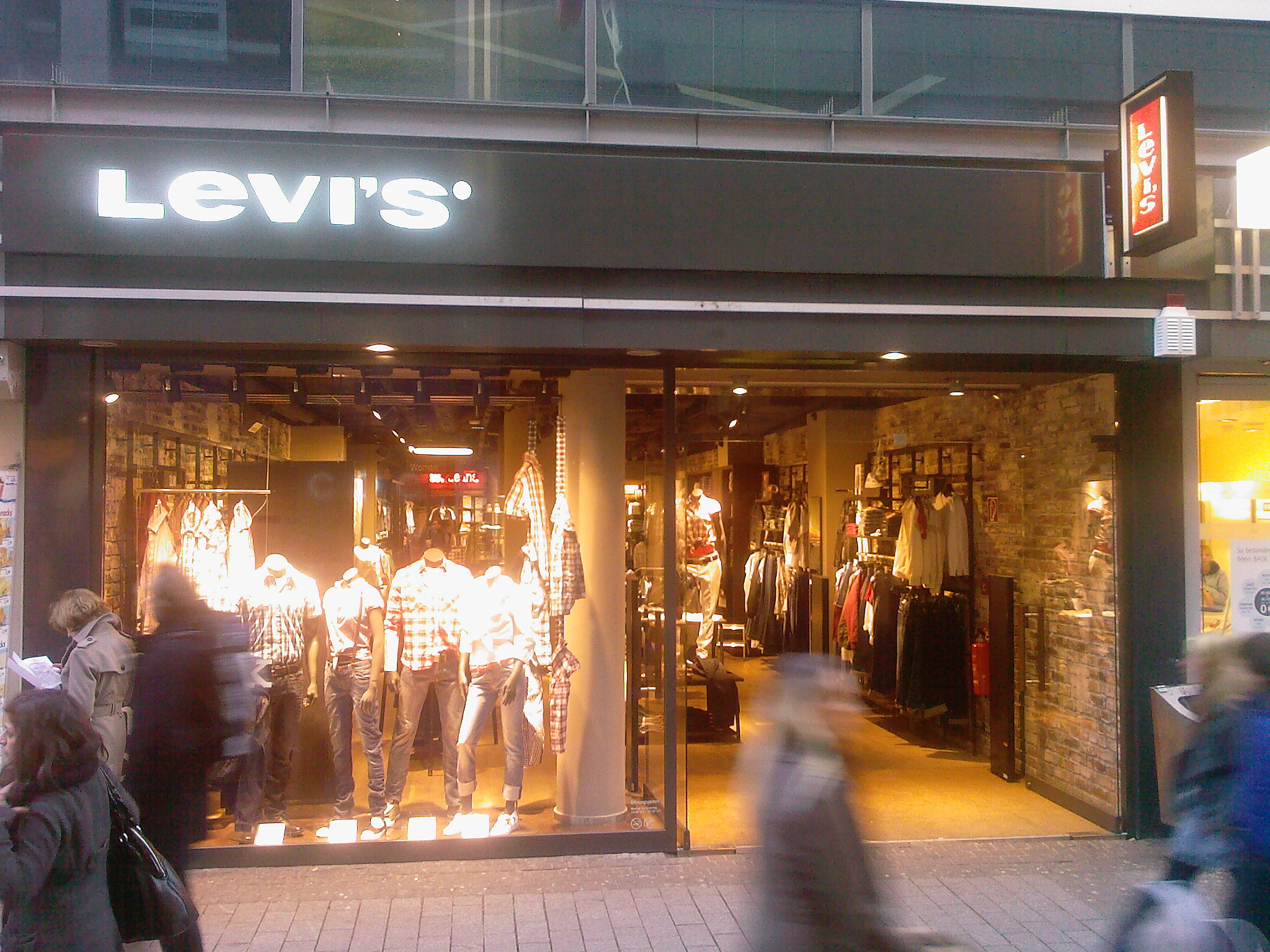
Levi’s Store auf der Hohe Straße in Köln

Levi’s ist eine Jeansmarke der von Levi Strauss gegründeten Levi Strauss & Company. Sie wurde 1928 im amerikanischen Markenregister eingetragen. Ab 1934 wurden auch Damenjeans unter dem Namen Lady Levi’s angeboten. Die Zahlen beziehen sich auf den Zuschnitt und Ausstattungsmerkmale eines Jeansmodells im jeweiligen Sortiment, die jedoch im Laufe der Zeit geändert wurden, so dass sich etwa eine aktuelle 501 deutlich von einem Modell aus dem Jahr 1890 oder 1955 unterscheidet.

## Jeansmodelle

### Levi’s 501
Die 501 (gesprochen: Five-O-One) ist eines der am längsten produzierten Modelle von Levis, das immer wieder etwas im Schnitt verändert wurde. So ist z. B. das 501er Modell aus den 1950er Jahren höher im Bund und breiter im Bein, so dass die Hose zu der Zeit nicht eng anlag und etwas mit der späteren 501er antifit vergleichbar ist. Seit 1986 ist es durch zahlreiche Werbespots auch zu einem der verbreitetsten Jeansmodelle geworden.
Während des Zweiten Weltkrieges wurde die 501 auch für die US Army produziert. Um Zeit und Material zu sparen, wurde dabei auf das Sticken der Schwingen auf den Gesäßtaschen verzichtet und diese stattdessen aufgemalt. Außerdem musste zu Kriegszeiten auch auf Stoffe minderer Qualität zurückgegriffen werden, um die Kosten geringer zu halten.
Der Schnitt der 501 von Ende 2008 ist geprägt durch etwas schmalere Fußweite und Oberschenkel sowie anders aufgesetzte Taschen. Die Vintage1955 501 ist eine Neuauflage der 501 aus dem Jahre 1955 und besitzt einen recht weiten, geraden Schnitt. Bei dem als antifit angebotenen Modell sind die Oberschenkel weiter geschnitten, d. h., dass die Jeans nicht mehr so eng anliegt, und die Fußweite wurde breiter geschnitten.
Das Modell 501 des Jahres 2010 hingegen ist gerade geschnitten und liegt daher am Oberschenkel eng an, während es am Unterschenkel locker sitzt. Die Schrittnaht ist relativ kurz und schneidet in einer entsprechend klein gewählten Größe tief ein. Sie wird bzw. wurde in zahlreichen Waschungen und Farben (unter anderem blau, schwarz, weiß und beige) angeboten. Bei langen Beinenden können diese umgekrempelt oder auch aufgeschnitten getragen werden, da die Beinenden recht eng sind und sich besonders bei Turnschuhen aufstauen.
Puristen setzen auf die Variante Levi’s 501 Shrink-to-Fit Jeans, die vollkommen unbehandelt ist, sich den Gewohnheiten des Endverbrauchers farblich anpasst und nach der Heißwäsche um ca. 2 bis 3 Inch kleiner wird.
Zeitweise wurde auch eine Levi’s 501 for women verkauft, die in der Innenseite die Nummer 6501 trug. Dieses Modell war an der Hüfte etwas enger geschnitten.
Im Jahr 2016 wurde eine Variante mit engem Bein (501 Skinny) markteingeführt, die sowohl für Männer als auch Frauen angeboten wird.

### Levi’s 505
Die Levi’s 505 ist das Pendant mit Reißverschluss zur legendären 501. Die 505 hat eine normale, komfortable Leibhöhe, ist etwas breiter im Hüftbereich geschnitten und hat einen geraden, bequemen Beinverlauf.

### Levi’s 507
Das Modell 507 ist ein Bootcut-Modell mit einem leichten Schlag, welches in diversen Jeans- und Cord-Farbvariationen angeboten wurde. Das Modell 512 wurde als moderne Variante der 507-Reihe eingeführt, wobei es die 507 immer noch gibt.

### Levi’s 511
Das Modell 511 ist eine niedrig unter der Taille sitzende Slim-Fit-Jeans mit schmal zulaufendem Bein (Röhre) und Reißverschluss.

### Levi’s 512
Das Modell 512 war ein Bootcut-Modell mit leicht ausgestellten Unterschenkeln und Knopfleiste. Im Gegensatz zur 507-Reihe saß sie recht locker und in der Hüfte etwas tiefer. Bis 2012 wurde sie in verschiedenen Waschungen angeboten.
Als Ersatz wird von Levi’s das Modell 527 angeboten, mit Zipper statt Knopfleiste, welches schmaler und anders verarbeitet ist als die 512.
Die heutige 512 ist eine Slim-Taper-Jeans mit schmalerem Bein als bei der 511, schmaler Passform und Stretchanteil, die unterhalb der Taille sitzt.

### Levi’s 514
Das Modell 514 ist ein Straight-Fit-Modell mit geraden Beinen und Reißverschluss. Sie ist in verschiedenen Waschungen erhältlich.

### Levi’s 515
Das Modell 515 ist ein Slim-Fit-Modell – durchweg schmaler mit mittlerer Leibhöhe und Reißverschluss. Sie ist in verschiedenen Farben und Waschungen erhältlich.

### Levi’s 525
Die Levi’s 525 ist ein Bootcut-Modell mit Reißverschluss und höherem Bund und wird in der Regel als Damenjeans mit leichtem Stretch-Anteil angeboten. Auch gibt es das Modell in Feincord und Samt (Ribless-Cord).

### Levi’s 527
Das Modell 527 ist ein Bootcut-Modell mit leicht ausgestellten Unterschenkeln und Reißverschluss. Die Jeans sitzt figurbetont, an den Unterschenkeln locker und teilweise verdreht. Sie ist in Deutschland, den USA und Frankreich erhältlich und ist Nachfolger der 512.

### Levi’s 529
Die Levi’s 529 ist ein Bootcut-Modell mit leicht ausgestellten Unterschenkeln und Reißverschluss. Die Jeans ist insgesamt etwas schmaler und in der Hüfte etwas tiefer geschnitten. Sie ist in verschiedenen Farben und Waschungen mit und ohne Stretch erhältlich.

### Levi’s 534
Die Levi’s 534 ist eine hauteng geschnittene Röhrenjeans aus den späten 1980er Jahren. Die Passform der Levi’s 534 ist anatomischer als das bei frühen Röhrenjeans wie beispielsweise der Levi’s 639 der Fall war. Die Levis 534 liegt sehr eng an, ist aber zugleich der Körperform besonders gut angepasst. Die Schrittnaht ist sehr kurz und schneidet tief ein, weil die 534 neben der Schrittnaht entsprechend viel Stoff hat. Die Fußweite ist für Röhrenjeans relativ eng.
Die Levi’s 534 wurde in zahlreichen Farben und Stoffarten angeboten. Neben dunkelblauen Jeans gab es auch vorgewaschene Jeans in Mittelblau und gebleichte in Hellblau. Außerdem war die Levis 534 auch aus festem Baumwollstoff in anderen Farben wie Schwarz, Weiß und Rot erhältlich. Dieser Stoff passt sich dem Körper beim Tragen allerdings weniger gut an als das normale Denim.

### Levi’s 535
Die Levi’s 535 ist eine Jeans im Stil der 1970er Jahre. Sie hat eine normale Bundhöhe und sitzt am Unterkörper durch eine sehr tief einschneidende Schrittnaht eng und figurbetonend. An den Oberschenkeln ist die Jeans hauteng geschnitten und hat mit einer großen Fußweite einen ausgeprägten Schlag.

### Levi’s 550
Relaxed Fit, etwas weiter als die ähnlich geschnittenen Modelle 505 und 501

### Levi’s 551
Ein Modell ähnlich der 501, jedoch mit Flare (Schlag) und hauptsächlich in Feincord gefertigt

### Levi’s 559
Relaxed Fit, ähnlich wie das Modell 550, aber mit weiterer Fußweite

### Levi’s 603

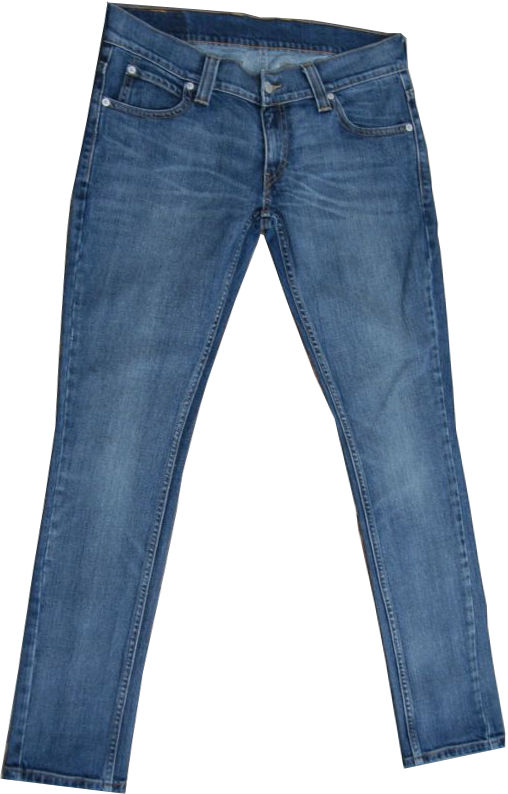
Vorderansicht
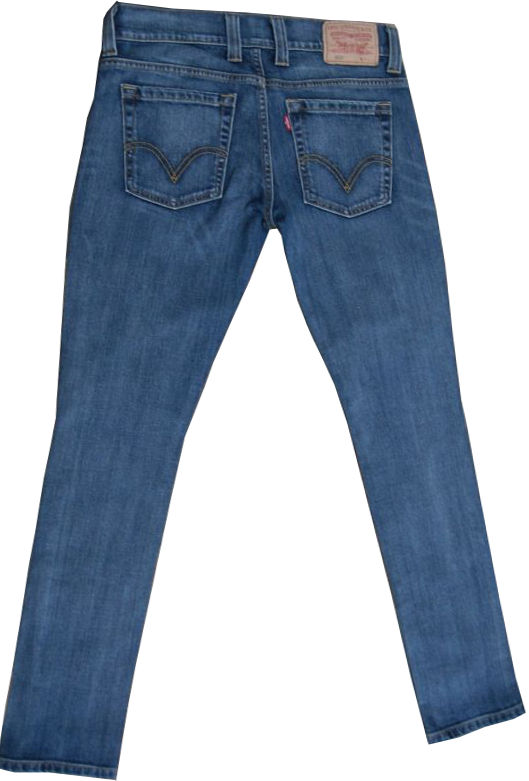
Rückansicht

Die Levi’s 603 (auch Skinny Fit genannt) weist „bis unters Knie ein eng geschnittenes Bein“ auf und sitzt „hauteng am Gesäß“. Sie erzielt eine „massive Körperbetonung“. Ebenfalls weist diese Jeans eine „niedrige Leibhöhe“ auf und sie wird als Hüftjeans getragen. Diese Jeans ist bis herunter zu den Füßen eng geschnitten und sitzt an den Waden ebenso eng wie an den Oberschenkeln. Die Fußweite der Levis 603 ist dementsprechend klein. Diese Jeans schränkt die Bewegungsmöglichkeiten ein. Es gibt mehrere Varianten dieser Jeans, einmal in der normalen, unzerstörten und in einer Art zerstörten Version, wobei diese Jeans gewollte Löcher und andere Merkmale aufweisen kann. Diese Jeans gibt es mit 100 % Baumwolle als auch mit Stretch-Anteil. Sie wird mit einem kurzen Reißverschluss verschlossen. Die Jeans eignet sich zum Beispiel für die schlanke Figur.

### Levi’s 613
Ein typisches Beispiel für eine Jeans, die mit „bis unters Knie sehr eng geschnittenem Bein“ und „hautengem Sitz am Gesäß“ eine „massive Körperbetonung“ erzielt, wie in der Fachliteratur formuliert wird, ist das Modell 613 von Levis. Diese Jeans ist bis herunter zu den Füßen hauteng geschnitten und sitzt an den Waden ebenso eng wie eine normale Röhrenjeans am Oberschenkel. Die Fußweite der Levis 613 ist dementsprechend kleiner als bei Röhrenjeans: In der Größe W 30 beispielsweise hat die Levis 613 eine Fußweite von nur 33 cm, während typische Röhrenjeans in derselben Größe 35 bis 37 cm aufweisen. Die Levis 613 war in den 1980er Jahren erhältlich. In einer entsprechend kleinen Größe getragen, schränkt die Levis 613 die Bewegungsmöglichkeiten deutlich ein.

### Levi’s 631
Die Levi’s 631 stammt aus den frühen 1980er Jahren. Es handelt sich um eine enge Röhrenjeans mit relativ großer Fußweite, die unterhalb der Knie nicht eng anliegt. Am Unterkörper und an den Oberschenkeln ist die Levis 631 sehr eng geschnitten und sitzt eng anliegend. Das Modell 631 gibt es aus Denim, Feincord und auch Breitcord, jedoch nicht mit Stretchanteil.

### Levi’s 639
Eine klassische, enge Röhrenjeans aus den frühen 1980er Jahren; im Verhältnis zur Bundweite und wie sie am Gesäß sitzt, ist die 639 an den Oberschenkeln besonders eng geschnitten. Die Fußweite ist sehr klein und auch an den Unterschenkeln liegt die 639 ziemlich eng an, allerdings nicht so stark wie die Levis 613.
Die Levi’s 639 wurde hauptsächlich aus Denim hergestellt und war sowohl in Dunkelblau als auch vorgewaschen in hellerem Blau und gebleicht in einem nahezu weißen Hellblau hergestellt. Vorübergehend gab es das Modell 639 auch aus Cord.

### Levi’s 726/626
Diese Modelle sind stark ausgeprägte typische Karottenjeans mit spürbar größerer Weite der Oberschenkel und Komfort beim Sitzen, während Bund und Fußweite enger bleiben (jedoch bei weitem nicht so eng wie bei den 800er Modellen). Diese Modelle richteten sich vor allem an Männer, können jedoch von Frauen ebenso getragen werden (unisex). In den 1980er Jahren gab es Jeans dieser Art unter dem Namen Levis 712. 726 und 626 existieren auch in Beige und Schwarz.

### Levi’s 737
Das Modell 737 von Levis wurde in der zweiten Hälfte der 1980er Jahre verkauft. Mit einem sehr hoch sitzenden Bund hat dieses Modell den typischen Schnitt von Damenjeans dieser Zeit. An den Oberschenkeln ist das Modell 737 ähnlich eng wie die meisten Röhrenjeans. Die Fußweite ist sehr klein und auch das Hosenbein unterhalb der Knie ist enger geschnitten als bei vielen anderen Röhrenjeans.

### Levi’s 806
Als um 1985 hautenge Stretchjeans in Mode kamen, brachte Levis das Modell 806 mit dem Namen Body Profile auf den Markt. Diese Jeans ist am gesamten Hosenbein hauteng geschnitten, im Gegensatz zu Jeansmodellen wie der Levis 613 oder der Big John Ultraslim aber aus dehnbarem Denim, das einen gewissen Anteil an elastischen Fasern enthält. Im Vergleich zu den Stretchjeansmodellen Skinline und Disco von Mustang ist der Stoff der 806 sehr dick und kräftig. Eine weitere Besonderheit der 806 besteht darin, dass der Bund aus normalem, nicht elastischem Material gefertigt ist.

### Levi’s 835
Die Levi’s Twisted ist eine Sonderform, deren äußere Naht von oben nach unten nach vorne, die innere nach hinten verläuft. Sie wurde in den 1990er Jahren für kurze Zeit produziert.

### Levi’s 881/882/886
Diese während der 1990er Jahre angebotenen identischen Modelle sind schwach ausgeprägte Karottenjeans und wurden vom Handel überwiegend als Damenjeans bezeichnet. Die Oberschenkel sind etwas weiter als bei anderen engen Passformen, Bund, Schritt, Unterschenkel und Fußweite sind hingegen sehr eng. Daher eignen sich diese Modelle gut als hautenge Jeans vor allem für Frauen mit umfangreicheren Oberschenkeln, denen engere Modelle (611, 613, 639 u. ä.) nicht passen. Bei Wahl einer entsprechenden Größe können 881, 882 und 886 aber auch als bequeme Jeans getragen werden. Diese Modelle existieren außer in typischem Jeansblau (Hell- und Mittelblau) auch noch in diversen anderen Farben:
- Hohe Stückzahlen: Weiß, Beige, Schwarz
- Geringe Stückzahlen: Hellrot, Weinrot, Grün
- Sehr selten: Braun, Curry-Gelb, dunkles Blau ohne Jeanswaschung

### Levi’s 901, 902, 907 und 921 Type 1
Die Modelle 902 und 921 kamen etwa 2003 überwiegend in Dunkelblau auf den Markt, während es die 901 schon 1992 zu kaufen gab. Gemeinsam ist ihnen die Knopfleiste, eine leicht geänderte Form der hinteren verkleinerten Taschen und eine Änderung bei den parallel laufenden Nähten mit Fäden zweier unterschiedlicher Gelbtöne; durch einen vergrößerten Abstand wirken diese markanter. Das Mövensignet der Po-Taschen ist erheblich tiefer ausgelegt. Viele Exemplare haben Gürtelschlaufen, die sich für sechs Zentimeter breite Gürtel eignen. Diese Varianten gab es sowohl in Denim als auch in Cord.
Das Modell 901 hat eine normale Bundhöhe und lässig geschnittene Beine, läuft am Beinende aber schmaler zu im Vergleich zur 501.
Unter der Typennummer 902 wurde eine vorn besonders niedrig geschnittene Jeans (drei Knöpfe) mit weiten Beinen produziert. Eine Besonderheit ist hinten am Bund der Riegel (cinchback) zum Verstellen der Weite.
Modell 907 hat ausgestellte Beinenden (Bootlegs) mit leicht verdrehter Innennaht.
Das Modell 921 hat einen geraden Schnitt, ist jedoch vorn noch niedriger geschnitten als die 902, die Knopfleiste besitzt nur zwei Knöpfe. Sie hat keinen Riegel am Bund.

### Levis 700
Angelehnt an die erste Damenjeans von Levi’s, der 701 (die 501 war eine Herrenjeans) löste im August 2015 eine neue Kollektion die bisherigen Modelle ab. Dabei sind Jeans der 700er-Serie für schlanke Frauen, Jeans der 800er-Serie waren für übergewichtige Frauen. Die 800er-Serie wurde von der 300er-Serie ersetzt und ist auf Plus Size ausgelegt. Somit wird das Schema der Curve ID grundsätzlich beibehalten.
Innerhalb einer Serie kennzeichnet die Nummerierung die Weite der Jeans. Die erste Zahl steht für die Serie (z. B. 700er-Serie, 300er-Serie), die zweite Zahl für die Leibhöhe und die dritte Zahl den Beinverlauf.
Die 710 Super Skinny ist sehr eng geschnitten, vergleichbar mit einer Legging und hat eine niedrig bis mittlere Leibhöhe.
Die 711 Skinny Jeans liegt an Hüfte und Oberschenkel eng an, hat einen schmalen Beinverlauf und hat ebenfalls eine niedrige bis mittlere Leibhöhe.
Die 712 Slim Jeans hat einen schlanken bis schmalen Schnitt und eine niedrig bis mittlere Bundhöhe.
Die 714 Straight wurde von der 724 High-Waisted Straight Jeans ersetzt und ist High Rise. An Hüfte und Oberschenkel verläuft sie schmal und verläuft dann gerade.
Die 715 Bootcut wurde zu der 725 High-Waisted Bootcut Jeans geändert. Sie hat eine etwas höhere Bundhöhe, sitzt an Hüfte und Oberschenkel Schmal und verläuft dann weit. Sie kann zum Beispiel über Stiefel geschoben werden, wie man es von Cowboys kennt.
Die 720 High Rise Super Skinny Jeans ersetzt mittlerweile (07/2020) die 710. Sie hat eine schmale Passform an Hüfte und Oberschenken und einen extraschmalen Beinverlauf. Die Bundhöhe ist High Rise.
Die 721 High-Rise Skinny Jeans liegt an Hüfte und Oberschenken eng an, hat einen schmalen Beinverlauf und ist High Rise.
Ein weiters Super Skinny Modell ist die Mile High Super Skinny, die an den Beinen wie eine 710 oder 720 geschnitten ist, aber in der Leibhöhe bis über den Nabel reicht.

### Levis Curve ID Jeans
Levis hat 2010 eine neue Serie von Damenjeans vorgestellt, die auf einer statistischen Auswertung der unterschiedlichen Körperformen und -proportionen von Frauen basiert. Auf dieser Grundlage wurden drei Schnitte entwickelt, die den unterschiedlichen Figurtypen entsprechen. Diese drei Grundtypen heißen Slight Curve, Demi Curve und Bold Curve, später kam noch die Supreme Curve hinzu.
Slight Curve: Dieser Typ ist für Frauen mit relativ kleinem Unterschied zwischen Taillenweite und Hüftweite gedacht. Eine Slight Curve betont selbst ein schlankes Gesäß.
Demi Curve: Dieser Schnitt ist ausgewogen proportioniert.
Bold Curve: Die Bold Curve ist für Frauen mit großem Unterschied zwischen Taillenweite und Hüftweite gedacht. Mit ihrer leicht höheren Leibhöhe unterstreicht sie die kurvige Körperform und die weiblichen Rundungen.
Supreme Curve: Diese Jeans ist für Frauen mit einem noch größeren Unterschied zwischen Taille und Hüfte. Die Jeans ist im Gesäß etwas länger geschnitten, damit sie das ausgeprägte Gesäß der Trägerin komplett bedeckt. In den Levi’s Stores in Deutschland ist dieser Schnitt nicht flächendeckend verfügbar. Auch der europäische Online-Store hatte ihn nur zeitweise, im Frühling 2012, im Angebot, in nur einer Farbe und nur einer Länge (32). Im US-Online-Shop ist er auch im Winter 2013 noch in vielen Varianten erhältlich.
Anfangs wurden die Levis Curve ID Jeans nur mit niedriger Leibhöhe angeboten (low rise), später aber auch in mittlerer (modern rise) und etwas höherer Leibhöhe (classic rise). Das Modell in sehr hoher Leibhöhe (hi waist) ist nicht in allen Grundformen erhältlich.

### Levis Revel Jeans
Levis hat 2014 eine neue Schnittform namens Revel vorgestellt, bei der der Bereich um die Hüften besonders elastisch ist. Dadurch passt sich die Jeans noch besser dem Körper an.

### Weitere Herrenmodelle
- Levi’s 200 Bootcut
- Levi’s 401 Sommerjeans aus dünnerem Stoff, Passform ähnlich 726
- Levi's 502 Taper
- Levi’s 503 Loose
- Levi’s 504 Standard Straight Cut
- Levi’s 505 Straight Cut
- Levi’s 506 Standard
- Levi’s 508 Loose
- Levi’s 509 Loose
- Levi’s 510 Skinny Leg
- Levi’s 514 Slim
- Levi’s 516 Slim fit Straight Cut
- Levi’s 516 04 Boot Cut
- Levi’s 517 Slim Boot Cut
- Levi’s 518 Low Boot Cut
- Levi’s 519 Skinny Leg
- Levi’s 520 Boot Cut
- Levi’s 521
- Levi’s 522 Stretch
- Levi’s 524 Classic Straight Cut
- Levi’s 525 03
- Levi’s 527 Low Boot
- Levi’s 528 Relaxed Straight
- Levi’s 529 Slim Boot Cut
- Levi’s 533 New Loose Komfort Fit
- Levi’s 539 Comfort Straight
- Levi’s 541 Athletic Fit Tapered Leg
- Levi’s 549 Straight
- Levi’s 555 Relaxed Fit
- Levi’s 555 04 Boot Cut
- Levi’s 560 Comfort Fit
- Levi’s 561 Chinchback
- Levi’s 566 Sta Prest
- Levi’s 567 Loose Boot Cut
- Levi’s 569 Loose Straight
- Levi’s 581 Boot Cut
- Levi’s 615
- Levi's 618
- Levi’s 751 Standard Fit
- Levi’s 797 Boot Cut
- Levi’s 907 Twisted Boot Cut
- Levi’s 927 Boot Cut
- Levi’s 5000 Regular
- Levi’s 5003 Skinny
- Levi’s 5005 Comfort
- Levi’s Carpenter Loose Straight
- Levi’s Capital E Tapered
- Levi’s Capital E Skinner
- Levi’s Capital E Hesher

### Weitere Damenmodelle
- Levi’s 022 Icon Skirt (Rock)
- Levi’s 062 American Shaped
- Levi’s 063 Pillar Shaped
- Levi’s 064 Lilly Shaped
- Levi’s 471 Hiwaist Skinny
- Levi’s 473 Superskinny
- Levi’s 479 Booty Flare
- Levi’s 493 Boyzee Superskinny
- Levi’s 503 Skinny
- Levi’s 504 Slouch Straight
- Levi’s 505
- Levi’s 514 Slouch Boot Cut
- Levi’s 515 Boot Cut
- Levi’s 518 Boot Cut (mit Knopfleiste, 100 % Baumwolle)
- Levi’s 518 Superlow Boot Cut (mit Reißverschluss, Stretchanteil)
- Levi’s 519 Flared (Schlaghose)
- Levi’s 524 Boot Cut
- Levi’s 525 Boot Cut
- Levi’s 527 Low Boot
- Levi’s 528 Slim Boot Cut
- Levi’s 529 Slim Boot Cut
- Levi’s 542 Low Straight/Low Flared
- Levi’s 544 Boot Cut
- Levi’s 556 Billie May Regular Fit
- Levi’s 557 Eve Square-Cut (Hüftjeans, gerader Schnitt)
- Levi’s 558 Patty Anne Slim Fit
- Levi’s 559 Marissa Square-Cut Boot
- Levi’s 565 Wide Leg, Loose Fit
- Levi’s 570 Straight Fit
- Levi’s 571 Slim Fit; je nach Waschung unterscheiden sich Schnitte und Ausstattung stark.
- Levi’s 572 Boot Cut
- Levi’s 573 Loose Fit
- Levi’s 576 Loose Fit
- Levi’s 579 Bobby Anne Spade pocket, Skinny Fit (Röhren-Hüftjeans mit Druckknopf sowie Spatentaschen)
- Levi’s 617 Jeans vintage
- Levi’s 627 Regular Fit, Straight Leg
- Levi’s 646 Capital E Vintage Flared
- Levi’s 927 (Hüftjeans, Schlaghose mit Knopfleiste)
- Levi’s 1013
- Levi’s 1014
- Levi’s 1030
- Levi’s 1031
- Levi’s 1032
- Levi’s 1034
- Levi’s 1036
- Levi’s Capital E Skimmer Skinny
- Levi’s Capital E Ruler
- Levi’s Capital E Swank
- Levi’s Capital E Cuffed Crop
- Levi’s Capital E Pencil Skirt (Rock)
- Levi’s Capital E Long Shorts
- Levi’s Premium City Straight

## Weitere Produkte der Marke
Es werden neben Bekleidung wie Jacken und T-Shirts auch diverse Accessoires unter dem Markennamen angeboten. So gibt es Echtledergürtel, die passend zu den Levi’s Jeans entworfen werden. Außerdem gibt es Schuhe (Sneaker, Sandalen, Boots, Badelatschen), Socken, Schals, Kappen, Mützen, Taschen (Echtleder), Rucksäcke, Bauchtaschen, Brieftaschen und seit neustem auch Sonnenbrillen.
Levi’s verkauft außerdem Boxershorts für Männer und BHs, Slips und Sport-BHs für Frauen.